# 愛因斯坦群
愛因斯坦群（英語：Einstein group），是由美國物理學家孟德爾·薩克斯在其完成阿爾伯特·愛因斯坦未竟的統一場論時所發現的變換群，此一變換群也是愛因斯坦晚年所探求的目標之一。

## 愛因斯坦的陳述
阿爾伯特·愛因斯坦在研究期待中的統一場論時，探求過此一變換群，他寫道：
|  | 在我看來，每個建立統一場論的嘗試必須起始於一變換群，這變換群不能比四維座標的連續變換還狹義。而我們要以更狹隘群為基礎的理論來擴展得到此群，想要成功是相當不容易的。 （Every attempt to establish a unified field theory must start, in my opinion, from a group of transformations which is no less general than that of the continuous transformations of the four coordinates. For we should hardly be successful in looking for the subsequent enlargement of the group for a theory based on a narrower group.） |

## 龐加萊群
狹義相對論的變換群——龐加萊群，具有正交的性質，其反元素為自身的轉置，從而引入了離散反射的效果。龐加萊群違背了上述愛因斯坦的格言：「這變換群不能比四維座標的連續變換還狹義。」特別來說，任意一對歐拉角θk與−θk是相依的，而勞侖茲提速（Lorentz boost）vk/c與−vk/c也是相依的。可自由變動的參數因此約化減少，從描述彎曲時空中所有變換的廣義相對性原理∂xμ′/∂xν的16個參數減少至龐加萊群的10個。

## 愛因斯坦群的發現
孟德爾·薩克斯於1960年代發現了一種變換群，正是愛因斯坦所探求的，他將之命名為「愛因斯坦群」。愛因斯坦群可以透過如下方式得到：
對不變的時空區間平方做分解
ds2 = gμν dxμ dxν
拆解為以四元數取值的ds以及其共軛四元數ds*
ds = qμ(x) dxμ
而qμ(x)為厄米四元數所組成的四維向量。
注意道愛因斯坦群在狹義相對論極限（也就是平直時空極限）下可以趨近於龐加萊群，然而兩者卻永不相等。